# Pourquoi (pas) le Brésil
Cet article possède un paronyme, voir Pourquoi le Brésil ?.
Pour plus de détails, voir Fiche technique et Distribution.
Pourquoi (pas) le Brésil est un film français réalisé par Lætitia Masson et sorti en 2004.

## Synopsis
Les affres de la création d’une réalisatrice (Lætitia Masson) sont doublées de soucis financiers… Elle en est réduite à effectuer un travail qu’elle réprouve : on lui propose d'adapter Pourquoi le Brésil ?, une œuvre de Christine Angot qu'elle juge inadaptable. Les méandres de la création artistiques sont bien mystérieux puisque c’est plutôt le contraire qui va se produire : le livre va modeler le film…

## Fiche technique
- Titre original : Pourquoi (pas) le Brésil
- Réalisation : Lætitia Masson
- Scénario : Lætitia Masson d’après le roman de Christine Angot, Pourquoi le Brésil ? (Éditions Stock, 2002)
- Dialogues : Lætitia Masson
- Décors : Mathieu Menu
- Costumes : Catherine Bouchard
- Photographie : Crystel Fournier
- Son : Toni Di Rocco, Pierre André
- Montage : Aïlo Auguste
- Musique : Jean-Louis Murat (thème violon)
- Chansons : paroles, musiques et interprétations par Benjamin Biolay
- Pays d'origine :  France
- Langue de tournage : français
- Producteurs : Maurice Bernart, Jean-Michel Rey, Philippe Liégeois
- Sociétés de production : Salomé (France), Rezo Productions (France), CNC (France), Canal+ (France)
- Société de distribution : Rezo Films (France)
- Format : couleur (Digital Video) — 35 mm — 2.35:1 (scope) — stéréo Dolby SRD
- Genre : drame
- Durée : 92 minutes
- Dates de sortie :
  - Suisse : 5 août 2004 (Festival international du film de Locarno)
  - France : 15 septembre 2004
- (fr) Classifications CNC : tous publics, Art et Essai (visa d'exploitation no 108647 délivré le 5 août 2004)

## Distribution
- Elsa Zylberstein : la réalisatrice Lætitia Masson / Christine
- Marc Barbé : Louis, le mari / Pierre Louis
- Bernard Le Coq : Maurice Rey, le producteur
- Pierre Arditi : le pédiatre
- Lætitia Masson : elle-même
- Daniel Auteuil : lui-même
- Francis Huster : lui-même
- Léonore Chastagner : Léonore
- Christine Angot : elle-même
- Alain Sarde : lui-même
- Ludmila Mikaël : la très belle femme
- Malo Poirier : Malo
- Malcolm Serrano-Alarcon : Malcolm
- Mathilde Cuckierman : l'assistante
- Alexia Tansky : Valérie
- Jean-Marc Roberts : l'éditeur
- Cathy Bistour : l'attachée de presse
- Trice Lübeck : l'agent immobilier
- Benjamin Biolay : lui-même
- Pascal Bonitzer : lui-même
- André Marcon : la voix du père de Christine

## Distinction

### Nomination
- Festival international du film de Locarno 2004 : Lætitia Masson nommée pour le Léopard d'or.